# Paul Singer
Paul Elliott Singer (New York, 22 agosto 1944) è un imprenditore statunitense.
Paul Singer è il fondatore e partner del fondo Elliott Management Corporation, uno tra i maggiori fondi hedge americani, specializzati nell'azionismo attivista, nell'acquisizione di imprese che hanno potenziale di miglioramento e di debiti sovrani. 
Gestisce anche NML Capital Limited, unità offshore di Elliott Management Corporation con sede alle isole Cayman. Attivo nel campo della filantropia, Singer sostiene numerose cause tra cui i diritti LGBT. Nel giugno 2024 è indicato da Forbes quale 174° uomo più ricco degli Stati Uniti e 477º del mondo, con un patrimonio netto stimato di 6,1 miliardi di dollari.

## Biografia
Nato nel 1944 a New York da una famiglia ebraica, figlio di un farmacista di Manhattan e di una casalinga, ha due fratelli, ha conseguito un bachelor in psicologia presso l'Università di Rochester nel 1966 e una laurea in legge presso la Harvard Law School nel 1969. Nel 1974 lavora come avvocato nella divisione immobiliare della banca d'investimento Donaldson, Lufkin & Jenrette. Nel 1977 crea l'hedge fund Elliott Management Corporation con 1,3 milioni di dollari raccolti tra amici e parenti. Visto da alcuni come uno speculatore senza pietà, il suo fondo viene addirittura chiamato "fondo avvoltoio". D'altro canto, la sua abilità nella creazione di valore a lungo termine è stata riconosciuta da molti. Le sue parole: "Faccio solo rispettare la legge e le mie battaglie legali aiutano a evitare che leader statali irresponsabili usino male o, peggio, rubino i soldi che vengono loro prestati". La sua strategia: comprare debito di nazioni e aziende in crisi quando tale debito è a forte sconto per poi rivenderlo con un profitto oppure ricorrere in tribunale per ottenere il rimborso. Filantropo, sostenitore finanziario dei diritti LGBTQ e del Partito Repubblicano, suona il piano ed è grande appassionato della squadra di calcio inglese dell'Arsenal. Dal 1977 ha avuto risultati negativi solo in due anni e una media di rendimento del 13,2%. Insieme a Paul Singer, sono partner di Elliott Management Corporation: Jon Pollock, co-chief executive officer e co-chief investment officer; Gordon Singer, il figlio di Paul e responsabile dell'ufficio di Londra della Elliott Management; Steven Kasoff e Dave Miller, portfolio manager; Steven A. Cohen, Head Trader, e Jesse Cohn, Head of U.S. equity activism.

## Gli investimenti

### Nei debiti sovrani
Vari investimenti effettuati dai fondi amministrati da Paul Singer hanno riguardato i debiti dei Paesi in default.

#### Perù
Nel 1996, Elliott Management Corporation ha acquistato un bond del debito in default del Perù per 20 milioni di dollari. Dopo una lunga e controversa contesa, in cui si dice che Singer abbia fatto sequestrare il jet del presidente peruviano, Alberto Fujimori, Singer era stato sconfitto in tribunale nel 1998 per l'intento apertamente speculativo; ha però poi vinto in appello ottenendo un risarcimento di 58 milioni di dollari comprensivi degli interessi. Il presunto sequestro dell'aereo è stato poi confutato da Mark Cymrot, l'avvocato che ha rappresentato il Perù.

#### Argentina
Ci sono voluti 15 anni per vincere la battaglia più famosa di Singer, quella contro il governo argentino per il rimborso delle obbligazioni che il fondo Elliott aveva acquistato nel 2001 a forte sconto, i Tango bond poi finiti in default, per un valore nominale di 630 milioni di dollari. L'Argentina aveva in seguito proposto un rimborso parziale dei bond (30 centesimi per dollaro), un prezzo accettato da vari investitori ma non da Singer, il quale si era rivolto a vari tribunali del Regno Unito e degli Stati Uniti, arrivando nel 2012 a far sequestrare come garanzia una nave della marina argentina ormeggiata in un porto del Ghana. L'allora presidente dell'Argentina, Cristina Fernández de Kirchner, dichiarò un'ordinanza di necessità e urgenza, chiedendo alla banca centrale di trasferire delle riserve in valuta estera per estinguere il debito, ma il presidente della banca rifiutò. Nel 2015, Mauricio Macri ha instaurato un nuovo governo argentino, che nella sua campagna elettorale ha annunciato di voler rinvigorire l'economia dell'Argentina. Nel 2016 il nuovo governo argentino ha rimborsato al fondo 2,4 miliardi di dollari, l'equivalente di un guadagno del 392% della cifra investita.

#### Congo
Elliott investì 31 milioni di dollari in contratti di debito valutati sulla carta 100 milioni. Una seguente causa giudiziaria portò anche al congelamento di alcuni pagamenti petroliferi e alla decisione del presidente americano George W. Bush di adottare una clausola che impediva il sequestro di assets congolesi negli Stati Uniti da parte dell'hedge fund di Singer. Dopo una battaglia legale durata due anni, e ulteriori rapporti sulla corruzione del governo da parte di Global Witness, il Congo ha provveduto ad una risoluzione extragiudiziale per una cifra non resa nota.

### In aziende
Focalizzandosi principalmente sugli investimenti di borsa dopo il crollo azionario del 1987, la recessione degli anni novanta e la crisi economica causata dal fallimento della Lehman Brothers nel 2008, l'hedge fund di Singer è intervenuto nella ristrutturazione di aziende statunitensi e internazionali, acquisendo partecipazioni con l'intento di voler difendere gli interessi degli azionisti di minoranza e aprendo battaglie legali in tutto il mondo: TWA, MCI, WorldCom, Enron, Chrysler, Delphi Automotive, Novell, Skopko, Adecco, Hess, Elektrim. Nel 2011 ha fatto causa presso il tribunale britannico ad una società statale vietnamita, Vinishine, finita in default dopo un prestito di 600 milioni di dollari sostenuto dal governo vietnamita per poi abbandonare il caso l'anno successivo.
Nel 2015 ha investito nella rete cellulare Sigfox (che copre Spagna, Francia, Regno Unito, Paesi Bassi) e in pannelli solari nel Regno Unito, ha acquisito partecipazioni in CDK Global (diventandone il terzo azionista con il 5,4% del capitale) e in Cabela's (11,1%). Nell'estate 2017 si è opposto a Warren Buffett per il controllo di Orion, società statunitense attiva nel campo dell'energia: Buffett ha investito 18,1 miliardi di dollari (di cui 9 in contanti) per rilevare Energy Future Holdings, in bancarotta ma controllata da Orion; Singer ha riportato un profitto di 3 miliardi di dollari.
All'inizio del 2018 entra con una partecipazione del 6% nel capitale di Whitbread. La società, una multinazionale inglese (quotata alla Borsa di Londra), possedeva Costa Coffee, la seconda catena di caffè più grande al mondo dopo Starbucks e la più grande nel Regno Unito. Elliott chiede, come in precedenza aveva chiesto un altro fondo americano, Sachem Head, di attuare lo spin-off, lo scorporo, della catena Costa Coffee dal resto del gruppo e quotarlo poi in borsa. Dieci giorni dopo l'ingresso del fondo Elliott, Whitbread annunciò la decisione di scorporare la società dalle altre attività del gruppo e di quotarla alla Borsa di Londra entro due anni. In seguito, il 31 agosto 2018, Whitbread ha annunciato la proposta di vendita di Costa alla Coca-Cola Company per 3,9 miliardi di sterline.
Nel maggio 2018, Elliott ha lanciato un'offerta pubblica di acquisto da 6,9 miliardi di dollari per Athenahealth, una società specializzata in software per i pagamenti nella sanità e in cui il fondo di Elliott era già azionista rilevante con una partecipazione del 9%. In una lettera al management, Elliott sostiene di non essere soddisfatto della performance della società quotata al Nasdaq e che ci vuole un cambiamento operativo. Propone 160 dollari ad azione in contanti con un premio del 27%. In borsa il titolo è salito del 24%.

### In immobili
Dal 2010 Singer investe anche in distressed assets immobiliari. Oltre al team di New York, Paul Singer dispone di team di analisti e gestori anche a Londra, Hong Kong e Tokyo. Nel 2013 ha collaborato con Time Equities su un progetto commerciale e immobiliare di 63 piani a New York. Nel 2014, in collaborazione con GFI Development, Elliott si è impegnato nella trasformazione in Beekam Street di un edificio con 130 anni alle spalle, uno dei primi grattacieli di Manhattan, in un albergo di 287 camere e 46 appartamenti.

### In Italia

#### Ansaldo Sts
Oltre ad essere intervenuto anni fa in Telecom Italia, l'hedge fund di Singer ha condotto una battaglia legale durata tre anni contro la società giapponese di Hitachi. Nel novembre 2015, Hitachi ha comprato il 40% di Ansaldo Sts dall'ex Finmeccanica. Secondo Singer, che tramite la sua Elliott Management è arrivato ad avere il 31% di Ansaldo Sts, l'operazione è stata fatta in modo da danneggiare gli azionisti di minoranza dell'Ansaldo Sts. Il braccio di ferro si è finalmente concluso nell'ottobre 2018, con il versamento ad Elliott da parte di Hitachi di un maxi assegno di 807 milioni di euro (12,70 euro per azione con un premio del 9%) per comprare la quota del 31% di Elliott, permettendogli di procedere al delisting di Ansaldo Sts.

#### A.C.Milan
Nell'aprile 2017 Paul Singer è intervenuto anche sulla squadra di calcio del Milan con un prestito last minute di 303 milioni di dollari: 180 milioni al nuovo proprietario della società milanese, il cinese Yonghong Li, con un tasso dell'11,5% e 123 milioni al club ad un tasso del 7,7%. In garanzia del debito, Elliott ha ottenuto un pegno su tutte le azioni del Milan, incluso il controllo di tutti i marchi e di tutti i diritti di proprietà della Società Rossoneri. Nel luglio 2018, il fondo ha proceduto all'escussione del pegno detenuto sul Milan in seguito all'inadempimento, da parte del proprietario cinese, dei suoi obblighi nei confronti di Elliott, che diventa così il nuovo proprietario del club rossonero. Paul Singer ha annunciato, in una dichiarazione ufficiale del 10 luglio 2018, un investimento di 50 milioni di euro, proprio per stabilizzare le finanze del club. Elliott ha versato altri 120 milioni di euro alla società nel settembre 2018 per rimborsare due obbligazioni, sostanzialmente estinguendo i debiti della società.

#### Telecom Italia
Nel marzo 2018, Elliott entra di nuovo in Telecom Italia, società controllata dal gruppo francese Vivendi di Vincent Bolloré, dichiarando inizialmente una partecipazione inferiore al 3%, che in seguito è cresciuta fino al 6% in borsa. Paul Singer ha mosso critiche all'amministrazione di Telecom Italia da parte di Vivendi su diversi fronti, come la governance aziendale, la valutazione del titolo, le strategie e le relazioni con le autorità italiane. Elliott ha sostenuto che tutti questi elementi potrebbero essere migliorati con l'aiuto di un nuovo consiglio indipendente. Singer accusa anche Vivendi di trovarsi (nel caso Telecom Italia) in conflitto di interessi a causa dello scontro in atto con Mediaset di Silvio Berlusconi su Premium.
Oltre allo scontro con Mediaset c'è anche il braccio di ferro tra il vertice di Telecom Italia e il governo Gentiloni che vedrebbe di buon occhio lo scorporo della rete con la creazione di due società (una per i servizi, una per la rete) e un'intesa tra Telecom e Open Fiber, una società di Enel e della CDP, Cassa Depositi e Prestiti. Vivendi non è d'accordo. Nello stesso mese CDP, controllata dal Tesoro italiano, entra in Telecom con una quota del 4,26%. Nell'assemblea del 4 maggio 2018 il ribaltone: il fondo Elliott, appoggiato anche da CDP, vince con il 49,84% dei voti (che gli valgono 10 posti su 15 nel cda) mentre Vivendi ottiene il 47,18%. Con il nuovo consiglio d'amministrazione formato da 13 consiglieri indipendenti su 15, compreso il presidente, Telecom Italia diventa, come voluto da Elliott, una public company. Il 7 maggio vengono eletti all'unanimità, con la sola loro astensione, Fulvio Conti presidente e Amos Genish (confermato) come amministratore delegato.

#### Credito Fondiario
Nell'ottobre 2018 Elliott Management ha rilevato, attraverso un aumento di capitale di 65 milioni di euro, l'81% di Credito Fondiario, un istituto che gestisce circa 45 miliardi di crediti deteriorati.

## Politica
Repubblicano da sempre, ha finanziato le campagne presidenziali di Rudolph Giuliani nel 2007, Mitt Romney nel 2012, e Marco Rubio nel 2015.
Ha sostenuto il movimento Never Trump contro la candidatura di Donald Trump, ma poi si è riconciliato con il nuovo presidente finanziando la festa della sua inaugurazione.

## Filantropia
Singer ha sottoscritto la campagna The Giving Pledge lanciata dai miliardari Bill Gates e Warren Buffett, ovvero la promessa di donare oltre metà della propria ricchezza per "affrontare le sfide più difficili della società". Ha anche creato la fondazione della famiglia Paul E. Singer che sostiene cause meritevoli tra cui la Harvard Graduate School of Education, il Premio Singer per l'eccellenza nell'insegnamento secondario, il VH1 Save The Music Foundation, il National Action Fund for Gay and Lesbian Task Force, la Food Bank for New York City, l'American Unity Fund, e la New York City Police Foundation. Singer e la fondazione di famiglia sostengono anche il progetto Philos, un'organizzazione cristiana pro-israeliana. Nel 2016 Singer ha collaborato con il Museo della Bibbia per finanziare Passages Israel, un programma per portare gli studenti universitari in Israele. Nel novembre 2018, Singer ha dichiarato la donazione di almeno 1 milione di dollari per aiutare la sicurezza di istituzioni ebraiche a New York, dopo la strage di 11 credenti uccisi nella sparatoria di una sinagoga di Pittsburgh.

## La comunità Lgbt
Singer sostiene finanziariamente (con oltre 10 milioni di dollari) i diritti della comunità LGBT (Lesbiche, gay, bisessuali, transessuali) da quando nel 1998 il suo secondo figlio, Andrew, gli ha rivelato di essere gay. Andrew si è sposato nel 2009 in Massachusetts con il suo partner. Nel 2014 Singer ha detto al Forum economico mondiale di Davos: "All'inizio era qualcosa che andava oltre la mia comprensione. Ma dopo una serie di conversazioni con mio figlio, ho imparato molto sulla sessualità e sono diventato molto entusiasta dei suoi sforzi per fermare la discriminazione". Ci sono voluti 17 anni per arrivare alla sentenza della Corte Suprema che ha legalizzato i matrimoni gay negli Stati Uniti.